# Lars Stark
Lars Stark (* 20. Juli 1983 in Deutschland) ist ein deutscher Schachspieler.

## Leben
Lars Stark erlernte das Schachspiel mit 13 Jahren. Der SC Erkrath im Raum Düsseldorf war für etliche Jahre als Jugend- und Erwachsenenspieler seine Heimat, bis er 2005 zum Düsseldorfer SK 1914/25 wechselte, für die er am ersten Brett in der NRW-Oberliga spielte. Zwischenzeitlich spielte er bei den Schachfreunden Gerresheim in der 2. Bundesliga West, wechselte dann wieder zum Düsseldorfer SK 1914/25. Der Düsseldorfer SK 1914/25 spielte in der Saison 2013/2014 in der 2. Bundesliga West. Mit dem Düsseldorfer SK gewann er 2022 in Wittenberge die deutsche Mannschaftsmeisterschaft im Blitzschach.
In der niederländischen Meesterklasse spielte Stark in der Saison 2011/12 für Utrecht und in der Saison 2017/18 für die Schaakvereniging Voerendaal, in der belgischen Interclubs spielt er seit 2014 für den KSK 47 Eynatten, mit dem er 2017 belgischer Mannschaftsmeister wurde.
Ende November 2007 wurde er vom Weltschachbund FIDE zum Internationalen Meister ernannt. Von seinen drei Normen errang er zwei im Jahr 2006 – die erste beim Neckar-Open Deizisau im April 2006, die zweite beim GM-Rundenturnier in Hereford (England) im November 2006; die letzte Norm erzielte Lars Stark Ende August 2007 im IM-Rundenturnier in Coulsdon (England).